# クラブケーキ

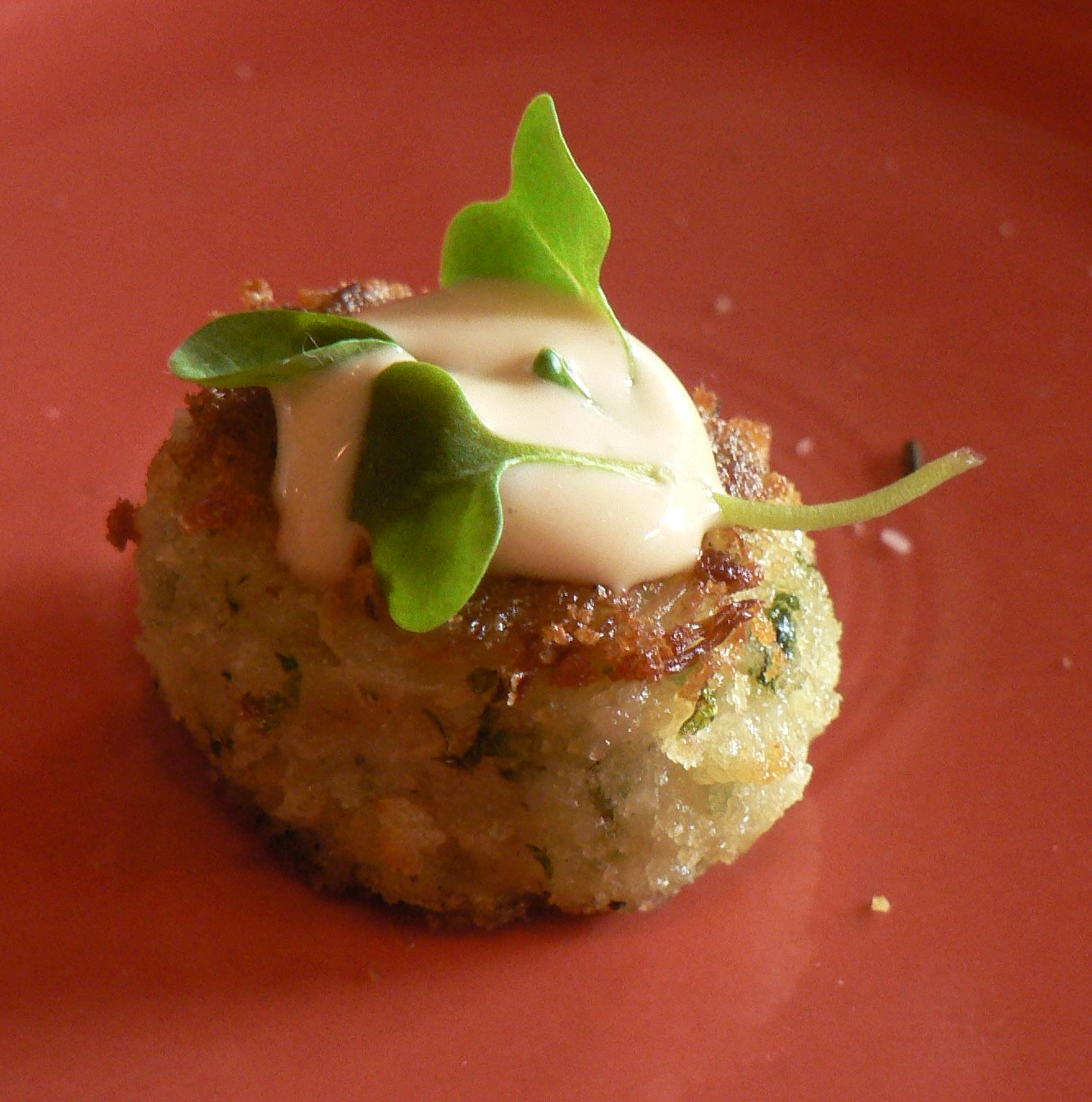
付け合わせを添えたレストランスタイルのクラブケーキ

クラブケーキ（英: Crab cake）は、カニ肉やパン粉、牛乳、マヨネーズ、卵、タマネギ等から作られるアメリカ料理である。日本のカニクリームコロッケに近い料理。

## 解説
この料理はピンクペッパーやグリーンペッパー、ピンクラディッシュ等が加えられることもあり、ケーキをソテーやグリルしてから提供することもある。伝統的にチェサピーク湾、特にメリーランド州やボルチモアで食べられることが多い。
メリーランド州では、クラブケーキの2つのスタイルが有名である。遊歩道の屋台で食べられるものと、レストランで食べられるものである。屋台のものは通常、パン粉をつけて揚げられており、しばしば様々な詰め物がされ、ハンバーガーバンズに乗せて提供される。レストランのものは詰め物はされず、塊のカニ肉で、皿に乗せるかオープンサンドイッチとして提供される。メリーランド州のレストランでは、クラブケーキを揚げるか焼くことが多い。
どの種類のカニ肉も使われるが、チェサピーク湾に生息するワタリガニの肉が伝統的であり、味も良いとされる。太平洋岸北西部やカリフォルニア州北部では、固有種のアメリカイチョウガニがクラブケーキの材料として用いられ、地域の定評のあるレストランで提供される。
クラブケーキは、カニの漁獲が多いアメリカの湾岸地域で人気があり、クッキーのような小さなものからハンバーガー程度の大きさのものまである。調味料としてレムラード・ソース、タルタルソース、マスタード、ケチャップ等をかけることもある。